# موجة الثلج

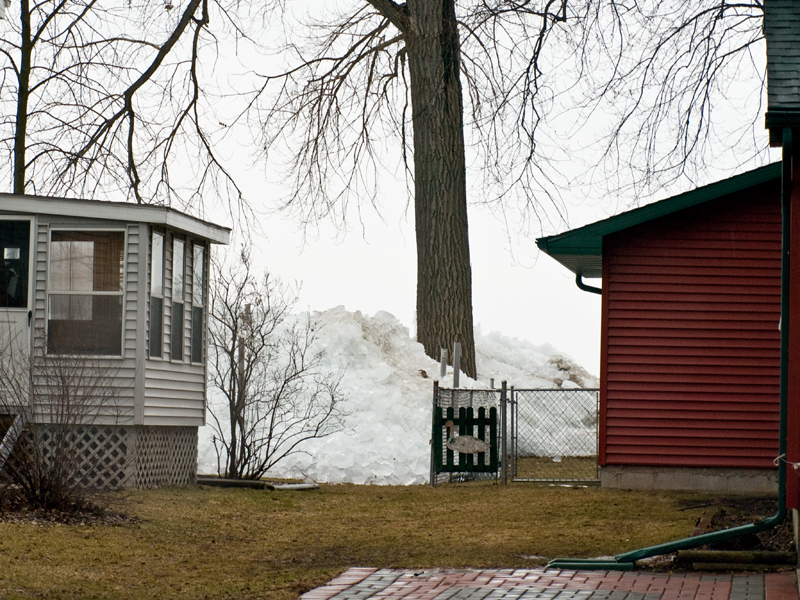
موجة جليد في بحيرة ويني باجو بولاية ويسكونسن - ألولايات المتحدة ألأمريكية عام 2009

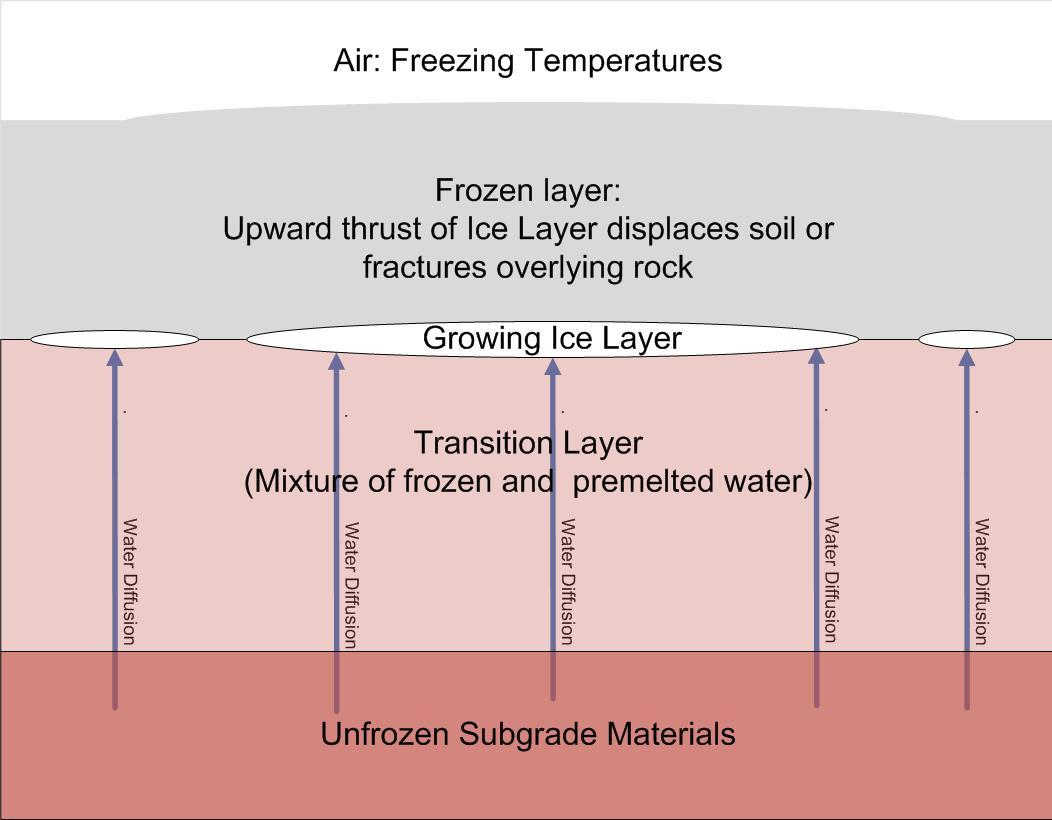
رسم توضيحي يبين كيفية حصول موجة الثلج

موجة الثلج، نفس الثلج ( وهو الصقيع تورم صعودا من التربة خلال ظروف التجمد الناجم عن وجود زيادة من الجليد بسب النمو نحو السطح ) هو موجة من الثلج / ارتفاع من المحيط  أو من بحيرة كبيرة على الشاطئ , اندفاع الثلج يسببه تيارات المحيط، رياح قوية، الاختلافات في درجات الحرارة، دفع الجليد على الشاطئ ، كل هذه الأسباب تخلق اكوام جليدية تصل إلى 12م (40 قدما) وبعض الأشخاص دعوا هذه الموجات " أمواج تسونامي جليدية  لكن هذه الظاهرة تعتبر كجبل جليدي.
الشهود والضحايا وصفوا صوت الموجة / الدفعة كصوت المطر أو الرعد. دفعة الجليد تستطيع تحطيم مباني، النباتات القريبة من كتلة الماء.